# Dipartimento per la giustizia minorile e di comunità
Il Dipartimento per la giustizia minorile e di comunità, anche DGMC, è uno dei cinque dipartimenti cui è articolato il Ministero della giustizia italiano. A seguito del nuovo Regolamento di organizzazione del Ministero della Giustizia (DPCM 15 giugno 2015, n. 84), rispetto alla precedente denominazione di Dipartimento per la giustizia minorile (DGM) è stato denominato "Dipartimento per la Giustizia minorile e di comunità" (DGMC). 

## Compiti
Il Dipartimento si occupa, su direttive del ministro della giustizia, delle problematiche giuridiche nell'ambito minorile sia riguardo ai ragazzi autori di reato che vittime dei reati. 
Il Dipartimento cura la tutela dei minori, la prevenzione e il contrasto della devianza minorile, dell'attività internazionale giudiziaria e penitenziaria,  della prevenzione e del contrasto dei reati con particolare riferimento alla criminalità organizzata, al terrorismo, all'immigrazione clandestina, alla tratta delle persone, alla sottrazione internazionale di minorenni, alla pedofilia ed alla pornografia. 
Inoltre la legislazione italiana ha attribuito a tale Istituto le funzioni di indirizzo, programmazione e coordinamento, in materia socio-assistenziale e sanitaria, riguardanti gli Enti locali e territoriali.
Dall'introduzione della messa alla prova nell'ordinamento italiano (L. 67/2014), il Dipartimento ha cambiato denominazione a seguito di attribuzione di competenze in materia di esecuzione penale esterna, quali misure alternative al carcere, e messa alla prova. 
È diretto da un capo dipartimento cui riferiscono direttamente:
- la Direzione Generale del personale, delle risorse e per l'attuazione dei provvedimenti del giudice minorile,
- la Direzione Generale per l'esecuzione penale esterna e la messa alla prova.

Il d.p.c.m 78/2024, “Regolamento recante modifiche al regolamento di riorganizzazione del Ministero della giustizia di cui al decreto del Presidente del Consiglio dei ministri 15 giugno 2015, n. 84” è stata prevista una riorganizzazione del Dipartimento con l'istituzione di tre uffici dirigenziali generali:
- la Direzione generale del personale e delle risorse,
- la Direzione generale per la giustizia minorile e riparativa,
- la Direzione generale per la giustizia di comunità.

## Funzioni
Il DGMC si occupa della giustizia minorile e di comunità, sovrintende ai tribunali per minorenni, ai cosiddetti riformatori dei minori, ai programmi di recupero, all'inserimento dei minori responsabili di reati nella vita sociale nonché degli autori di reati minori anche attraverso forme di probation.

## Struttura
La DGMC è organizzata in tre Direzioni generali e, a livello periferico, 11 Centri per la Giustizia Minorile (CGM) e 11 Uffici interdistrettuali esecuzione penale esterna (UIEPE):

### Direzione generale del personale e delle risorse
La direzione generale è organizzata in 3 uffici ed una divisione e si occupa di:
- assunzione e gestione del personale dirigenziale e non dirigenziale;
- elazioni sindacali;
- procedimenti disciplinari;
- rilevazione ed analisi dei fabbisogni di beni e servizi e degli interventi in materia di edilizia;
- predisposizione dei relativi atti di programmazione e progettazione;
- affidamento di lavori e acquisizione di beni e servizi e gestione dei relativi contratti;
- gestione dei beni demaniali e patrimoniali, dei beni immobili e dei relativi beni mobili e strumentali.

### Direzione generale per la giustizia minorile e riparativa
La direzione generale è organizzata in 4 uffici ed una divisione e si occupa di:
- esecuzione dei provvedimenti penali dell'autorità giudiziaria minorile;
- emanazione delle direttive tecniche per l'intervento dei servizi minorili;
- verifica e valutazione della loro attuazione;
- relazioni con la magistratura minorile, con gli enti locali e gli altri enti pubblici, con gli enti privati, le organizzazioni del volontariato, del lavoro e delle imprese, finalizzati all'attività socio-educativa;
- attività di prevenzione della devianza;
- segretariato della Conferenza nazionale e delle Conferenze locali per la giustizia riparativa, nonché istruttoria per la nomina degli esperti di cui all'articolo 61, commi 2 e 5, del decreto legislativo 10 ottobre 2022, n. 150[4];
- istruttoria per la definizione dei livelli essenziali delle prestazioni;
- coordinamento e monitoraggio dei servizi per la giustizia riparativa e relativi rapporti con l'autorità giudiziaria;
- vigilanza di cui all'articolo 66 del decreto legislativo n. 150 del 2022;
- tenuta dell'elenco di cui all'articolo 60, programmazione delle risorse e trasferimenti finanziari agli enti locali di cui all'articolo 67, comma 1, del medesimo decreto legislativo;
- attività di studio e ricerca;

- Centri per la Giustizia Minorile (CGM):
  - Torino, Centro per la giustizia minorile per il Piemonte, la Valle d'Aosta e la Liguria;
  - Milano, Centro per la giustizia minorile per la Lombardia;
  - Venezia, Centro per la giustizia minorile per il Veneto, il Friuli-Venezia Giulia e le province autonome di Trento e Bolzano.
  - Bologna, Centro per la giustizia minorile per l'Emilia-Romagna e Marche;
  - Firenze, Centro per la giustizia minorile per la Toscana e l'Umbria;
  - Roma, Centro per la giustizia minorile per il Lazio l'Abruzzo, e il Molise;
  - Napoli, Centro per la giustizia minorile per la Campania;
  - Bari, Centro per la giustizia minorile per la Puglia e la Basilicata;
  - Catanzaro, Centro per la giustizia minorile per la Calabria;
  - Palermo, Centro per la giustizia minorile per la Sicilia;
  - Cagliari, Centro per la giustizia minorile per la Sardegna.

I Centri per la Giustizia Minorile operano sul territorio attraverso i Servizi Minorili della Giustizia previsti dall'articolo 8 del decreto legislativo 28 luglio 1989 n. 272:
- n. 25 Centri di prima accoglienza;
- n. 18 Istituti penali per minorenni;
- n. 29 Uffici di servizio sociale per minorenni;
- n. 12 Comunità.

### Direzione generale per la giustizia di comunità
La direzione generale è organizzata in 4 uffici ed una divisione e si occupa di:
- analisi, elaborazione ed emanazione delle direttive tecniche per l'intervento degli uffici di esecuzione penale esterna ai sensi dell'articolo 72 della legge 25 luglio 1975, n. 354[5];
- ricognizione e valutazione della loro attuazione;
- relazioni con la magistratura di cognizione e di sorveglianza;
- attività di studio e ricerca;
- elaborazione e stipula di accordi e convenzioni con enti pubblici e privati per l'esecuzione delle pene sostitutive e della messa alla prova;
- Uffici Interdistrettuali di Esecuzione Penale Esterna (UIEPE) coordinano l’attività degli Uffici di esecuzione penale esterna operanti sul territorio di competenza:
  - Torino, per il Piemonte, la Valle d'Aosta e la Liguria;
  - Milano, per la Lombardia;
  - Venezia, per il Veneto, il Friuli-Venezia Giulia e le province autonome di Trento e Bolzano.
  - Bologna, per l'Emilia-Romagna e Marche;
  - Firenze, per la Toscana e l'Umbria;
  - Roma, per il Lazio l'Abruzzo, e il Molise;
  - Napoli, per la Campania;
  - Bari, per la Puglia e la Basilicata;
  - Catanzaro, per la Calabria;
  - Palermo, per la Sicilia;
  - Cagliari, per la Sardegna.

La formazione del personale del Dipartimento è curata dalla Direzione Generale della Formazione del DAP (Dipartimento Amministrazione Penitenziaria) con sede centrale in Roma.

## Capo dipartimento
Il capo del dipartimento dal 7 marzo 2023 è il magistrato Antonio Sangermano.
L'Ufficio del capo del dipartimento è articolato seguenti uffici:
- l'Ufficio I, Affari generali, bilancio, sistemi informativi, programmazione generale e assegnazione risorse; monitoraggio e analisi statistica; in raccordo con l’Ufficio di gabinetto e con il Responsabile della prevenzione della corruzione e della trasparenza, progettazione e controllo di gestione a norma dell’articolo 4 del decreto legislativo 30 luglio 1999, n. 286 e dell’articolo 6 del decreto legislativo 27 ottobre 2009, n. 150, nonché attività generali necessarie per l’attuazione del Piano triennale di Prevenzione della Corruzione a norma dell’articolo 1, comma 5, della legge 6 novembre 2012, n. 190 e per gli adempimenti connessi alla trasparenza della pubblica amministrazione di cui al decreto legislativo 14 marzo 2013, n. 33; nomina dei componenti privati dei Tribunali per i minorenni.
- l'Ufficio II, Affari esterni, concertazione interistituzionale; coordinamento delle strutture territoriali; raccordo con il Capo Dipartimento della amministrazione penitenziaria per la collaborazione dell’esecuzione penale esterna all’osservazione e al trattamento dei detenuti adulti; studio, ricerca, proposte e pareri; relazioni internazionali, progettazione ed innovazione. Ufficio stralcio ex Istituto centrale di formazione del personale.
- l'Ufficio III, Attività ispettiva e di controllo.
- l'Ufficio IV, Adempimenti connessi alla qualità di autorità centrale ai sensi dell’articolo 7, comma 3, lettera c), del Regolamento.

Operano alle dirette dipendenze del capo dipartimento: 
- il Servizio sicurezza;
- il Servizio controllo di gestione;
- la Segreteria del capo dipartimento.

### Cronotassi dei capi dipartimento
- Carmela Cavallo (2006-2008)
- Bruno Brattoli (2008-2012)
- Manuela Romei Pasetti (2012)
- Caterina Chinnici (2012-2014)
- Antonio Mura f.f. (2014)
- Anna Maria Palma f.f. (2014-2015)
- Francesco Cascini (2015-2016)
- Gemma Tuccillo (2017-2023)
- Antonio Sangermano (dal 2023)